# Metalex

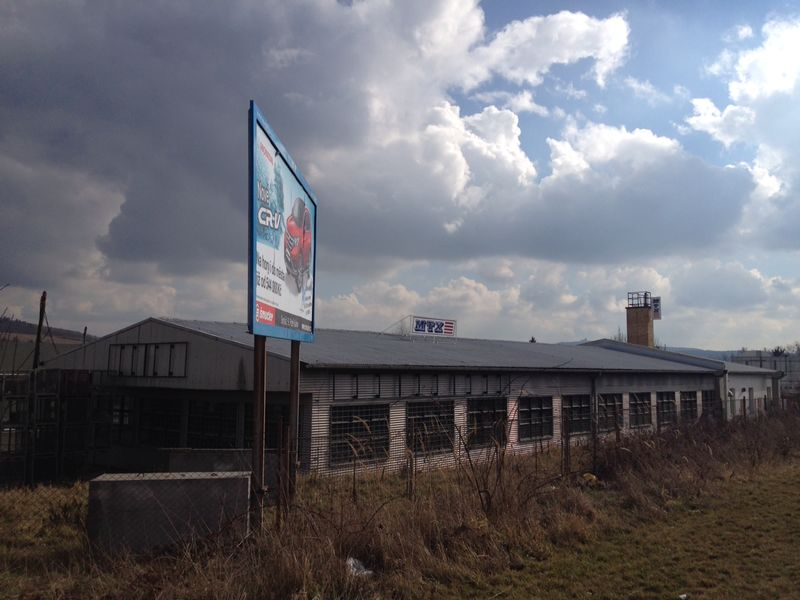
Závod MTX Plzeň

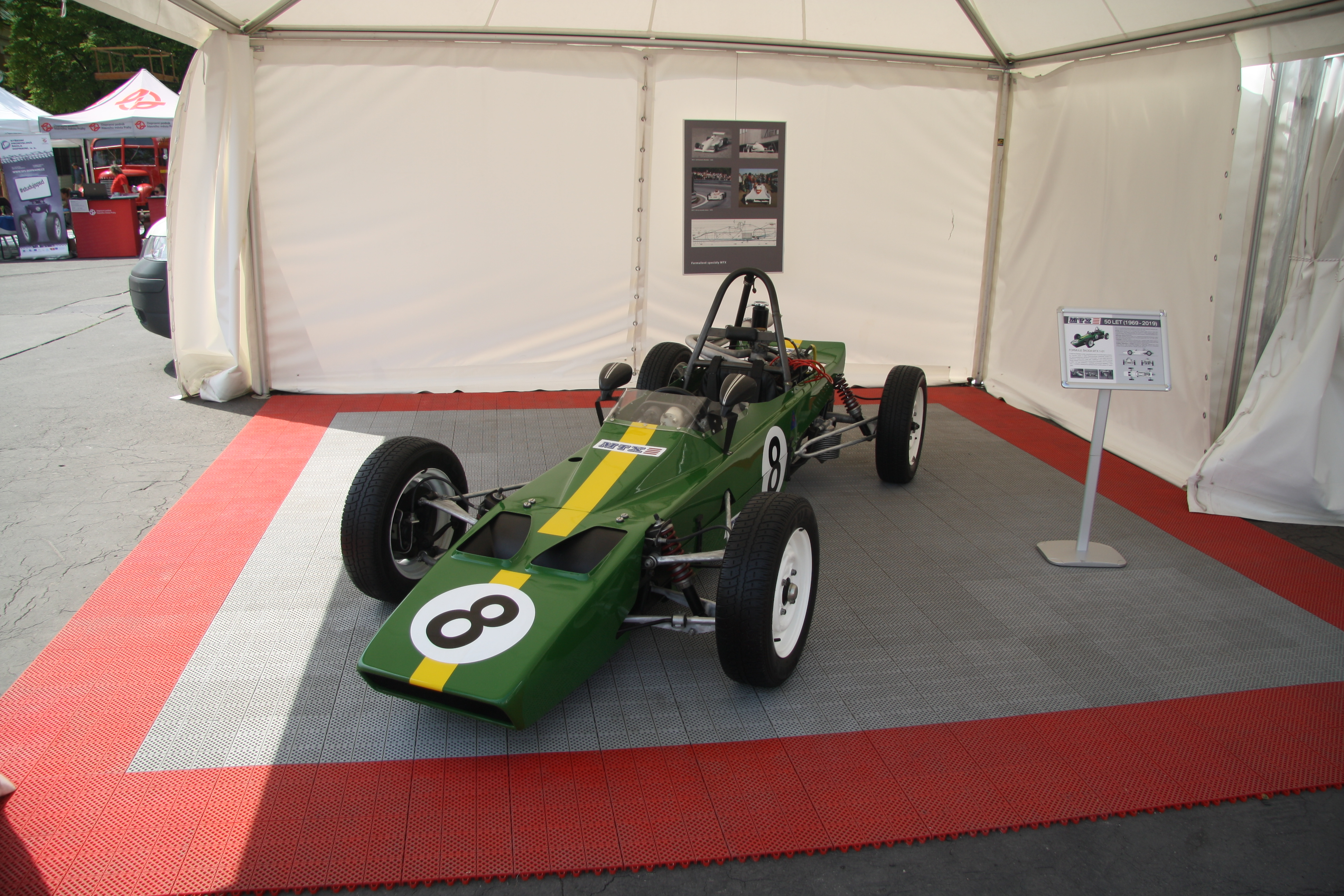
Formule MTX 1-01

Metalex  je podnik, který byl dříve zaměřený na stavby 
formulí (závody Formule Easter a Mondial) a úpravy automobilů a motocyklů pro závodní, sportovní a speciální účely.
Podnik Metalex založili 1.1. 1969 Karel Jílek a Václav Bervid. Spadal pod organizaci Svazarm, jako jeho účelové zařízení. Jeho prvotní náplní byla metalizace a vydělané peníze se pak investovaly do vývoje a výroby závodních speciálů. V Metalexu vznikl vynikající tým konstruktérů, mechaniků a jezdců a podnik fungoval vlastně navzdory okolním podmínkám socialistického hospodářství.
Od samých počátků spolupracoval s Metalexem přední československý a český automobilový designér a konstruktér Václav Král, který vytvořil karoserie závodních formulí, Škoda Buggy, Spider a řadu dalších vozidel. Mezi nejznámější díla, jež vzešla z této spolupráce, patří „Supertatra“ MTX Tatra V8, s níž ředitel Metalexu Ing. Petr Bold vytvořil v roce 1991 český rychlostní rekord na letmý kilometr rychlostí 208,37 km/h. Jednalo se o v pořadí třetí prototyp se vstřikovým motorem Tatra.
Podnik byl rozdělen na 5 provozoven dle specializace:
- Provoz 01 Praha – vedení podniku a centrální prodej
- Provoz 02 Plzeň – výroba a úpravy formulových a speciálních vozů
- Provoz 03 Mělník – servis a úpravy vozů Lada a Škoda
- Provoz 04 Bukovno – úpravy motocyklů Enduro a autocrossových speciálů (již neaktivní)
- Provoz 05 Příbram – úpravy silničních motocyklů (již neaktivní)

V roce 1990 byl celý podnik odkoupen několika zaměstnanci a byl přejmenován na MTX s.r.o. a jejím ředitel se stal ing. Petr Bold. Provoz 05 v Příbrami byl zpočátku devadesátých let uzavřen, neboť objekt, v kterém se nacházel, byl v rámci restituce vrácen původnímu majiteli.
Od svého založení realizoval podnik přes 170 prototypů a verzí úprav motorových vozidel pro nejrůznější použití. V devadesátých letech se firma zaměřila na výrobu otevřených vozů cabrio, vozů pro volný čas typu off-road, stavbu závodních automobilů a na úpravy osobních a nákladních automobilů na rozličné užitkové a speciální verze včetně speciálních doplňků. a touto činností se v té době stala třetím největším výrobcem osobních automobilů v České republice.
Mezi nejúspěšnější vozy patřil MTX Roadster postavený na bázi vozu Škoda Favorit a MTX Cabrio vycházející z vozu Škoda Felicia. Jejich předchůdcem byl vůz Škoda Rapid Cabrio. Firma MTX také upravovala automobily Forman, jako speciální pick-upy určené pro vývoz do afrických zemí, zůstala však věrná i své sportovní orientaci a v letech 1992–1993 například repasovala 25 vozů Ford Fiesta, pro český značkový pohár známý pod názvem „Fiesta Cup“.
V současné době se MTX s.r.o. zabývá vývojem a homologacemi úprav speciálních automobilů (jedná se o různé vestavby a ochranné rámy), servisní činností, renovacemi veteránů a je výhradním prodejcem českých dálničních známek. Výrobou automobilů se již nezabývá.
Modelové řady MTX:

## Jednosedadlové závodní vozy

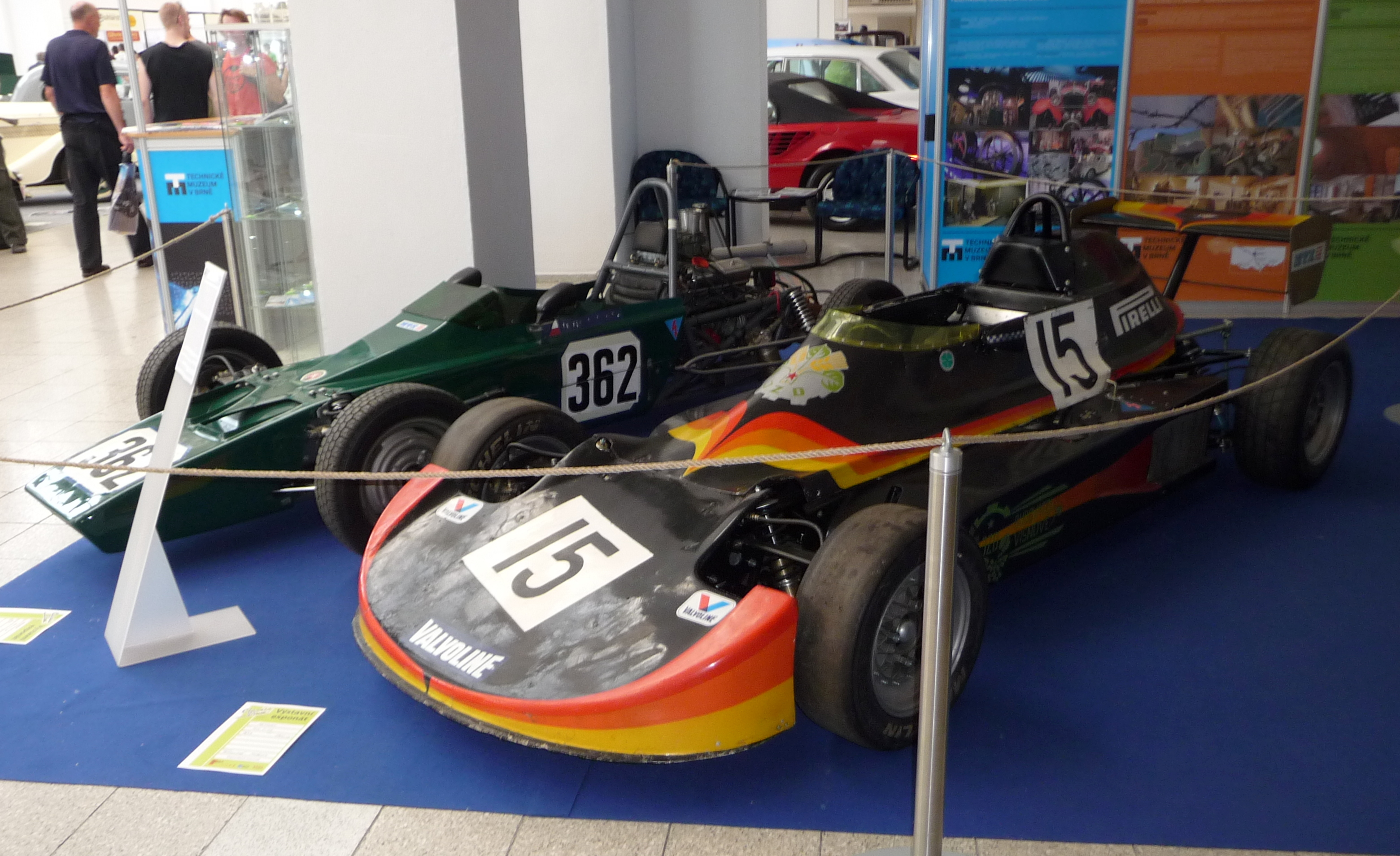
Formule MTX 1-01 a MTX 1-03

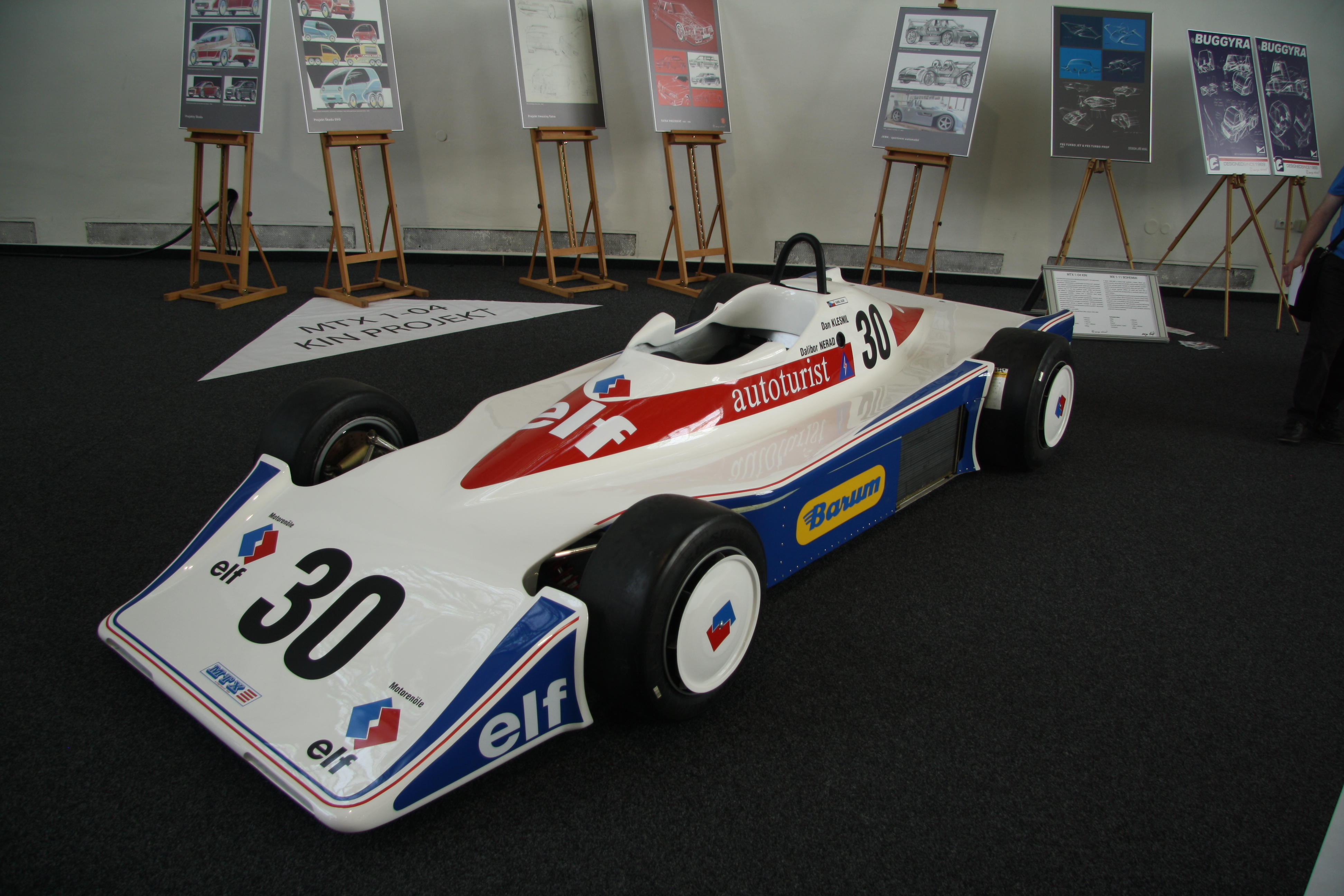
Formule MTX 1-04

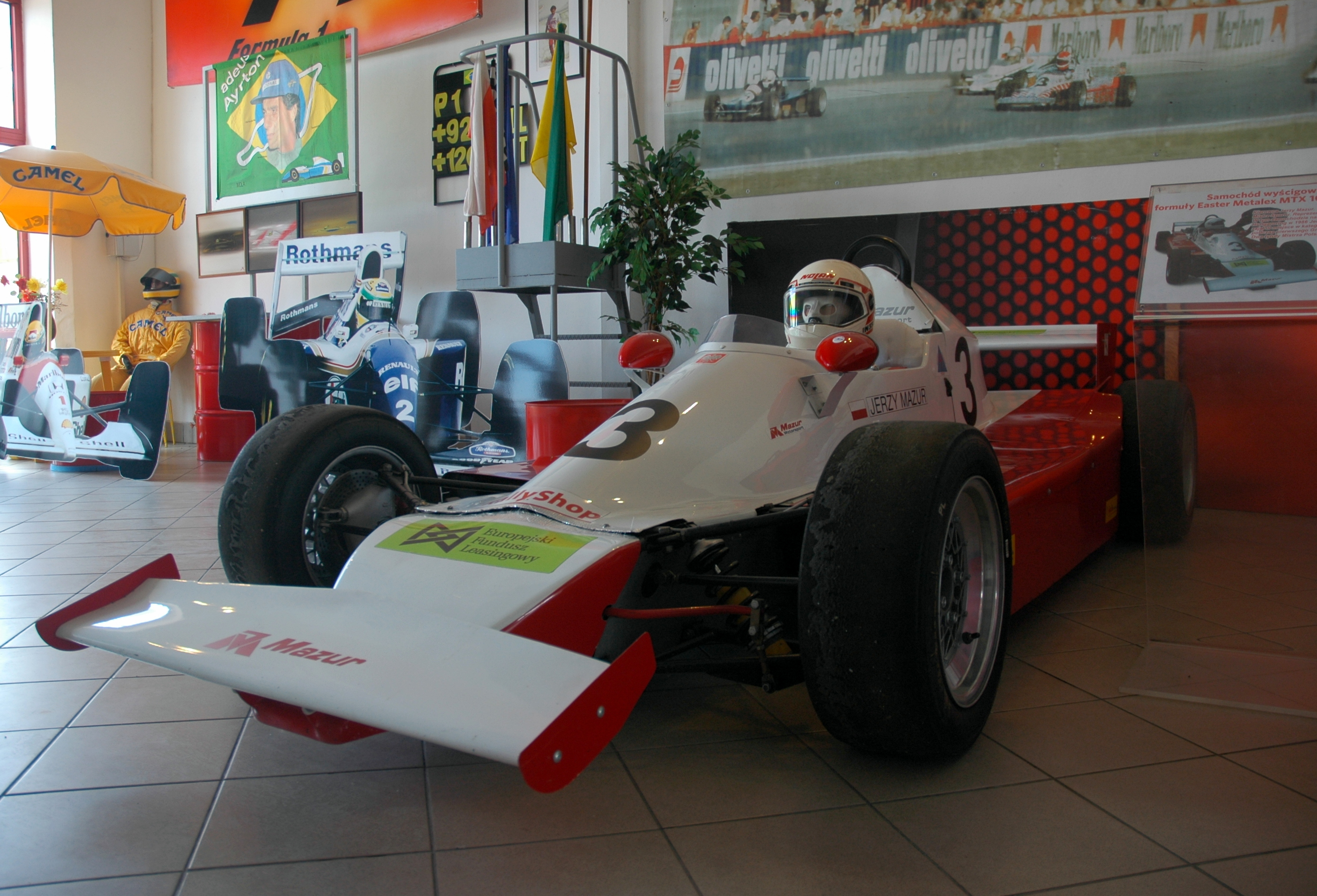
Formule MTX 1-06

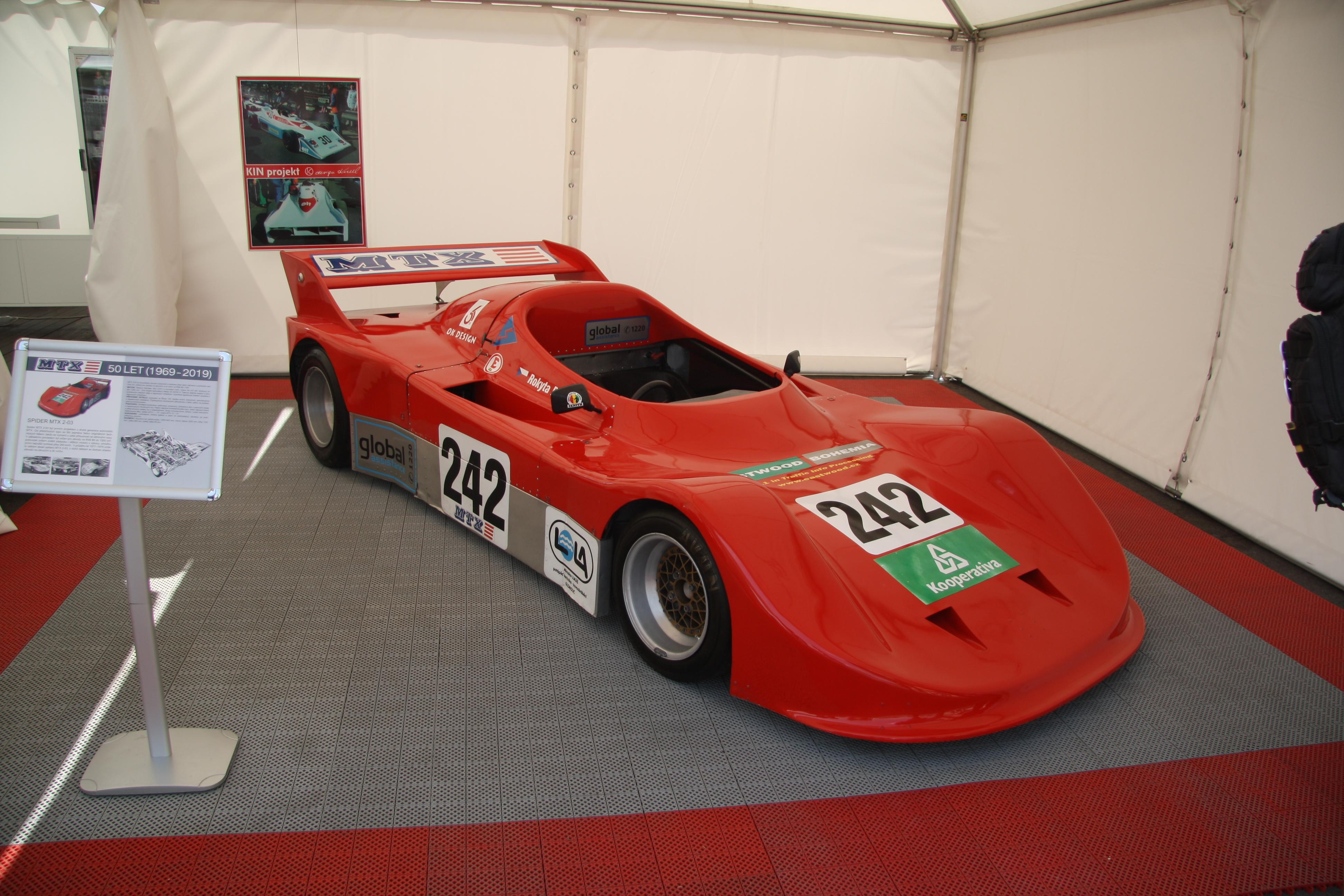
Spider MTX 2-03

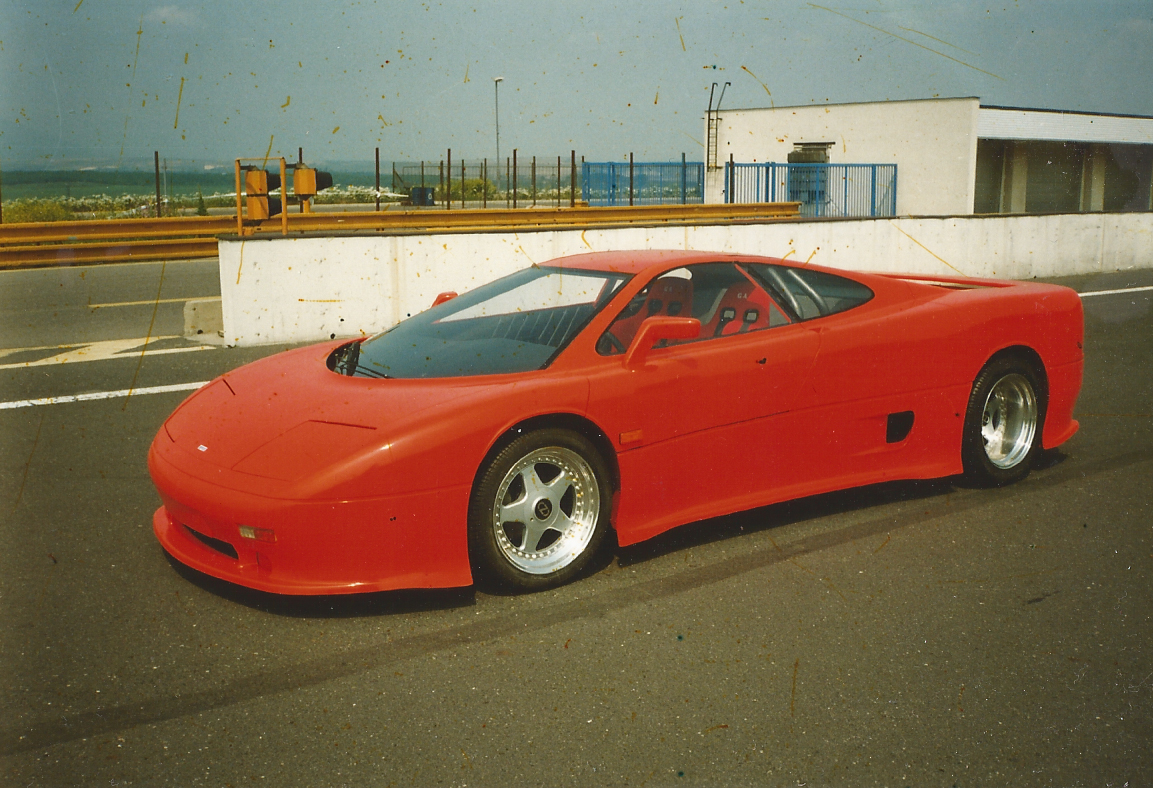
MTX Tatra V8

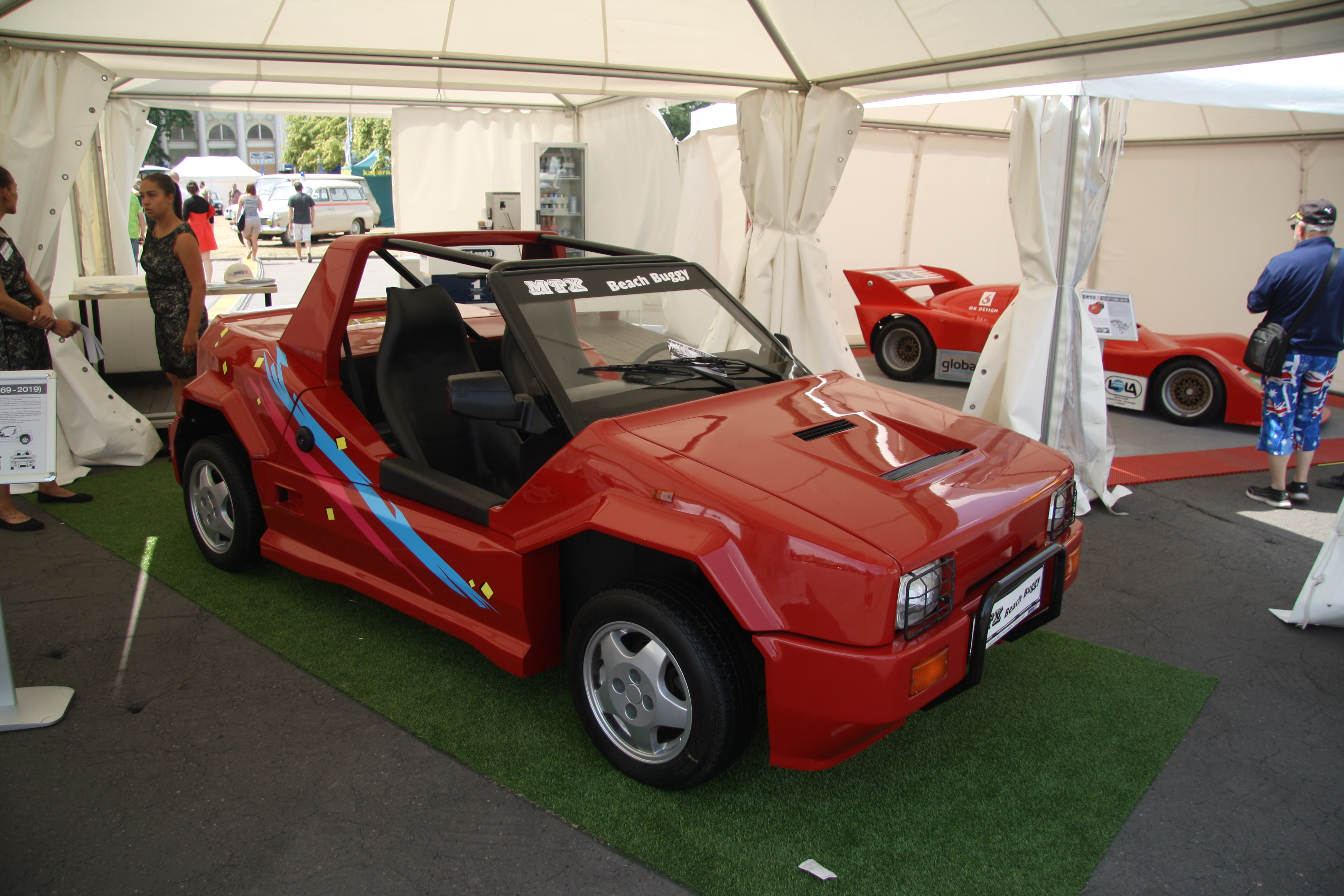
MTX Beach Buggy

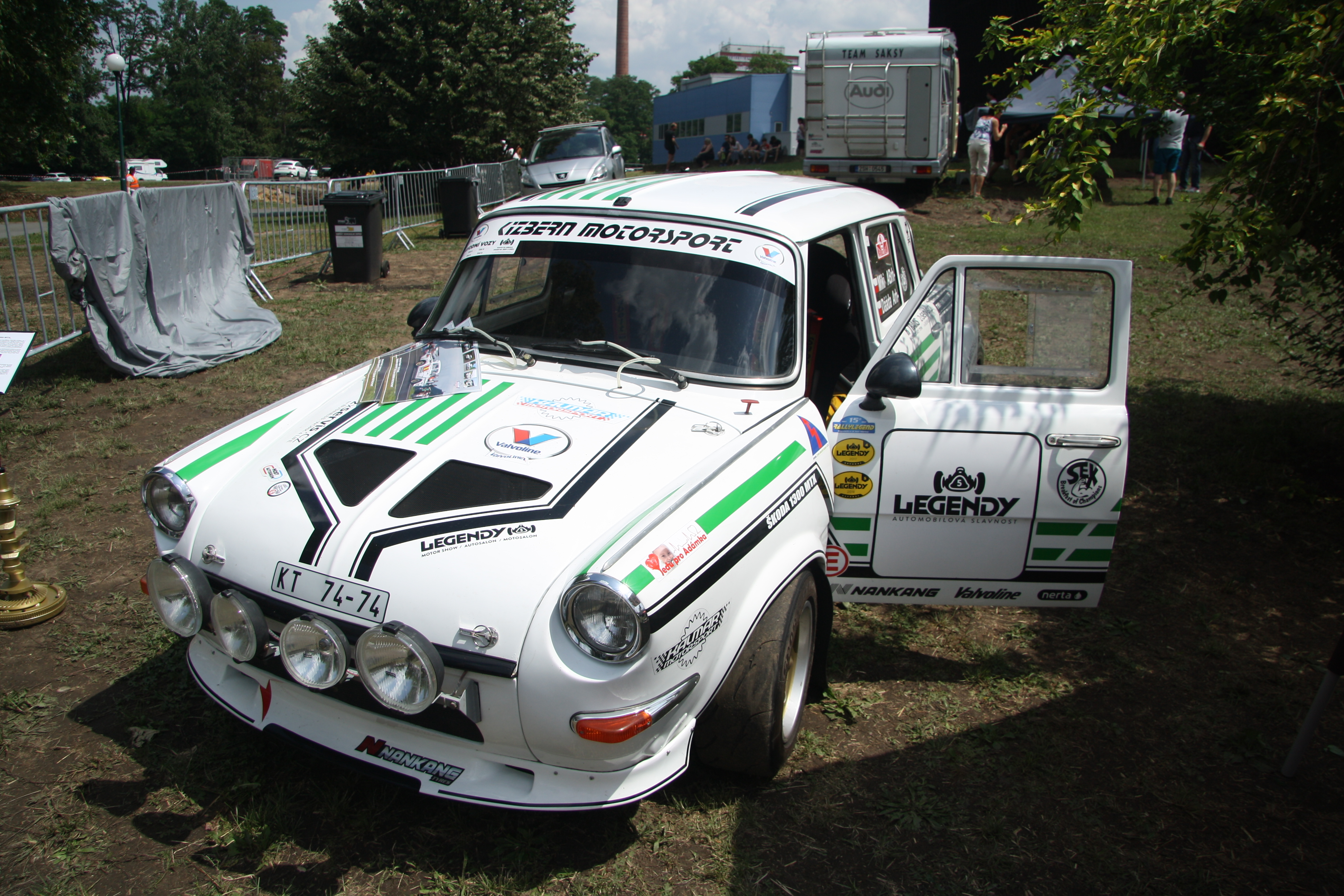
Replika Škody 1000 MB MTX

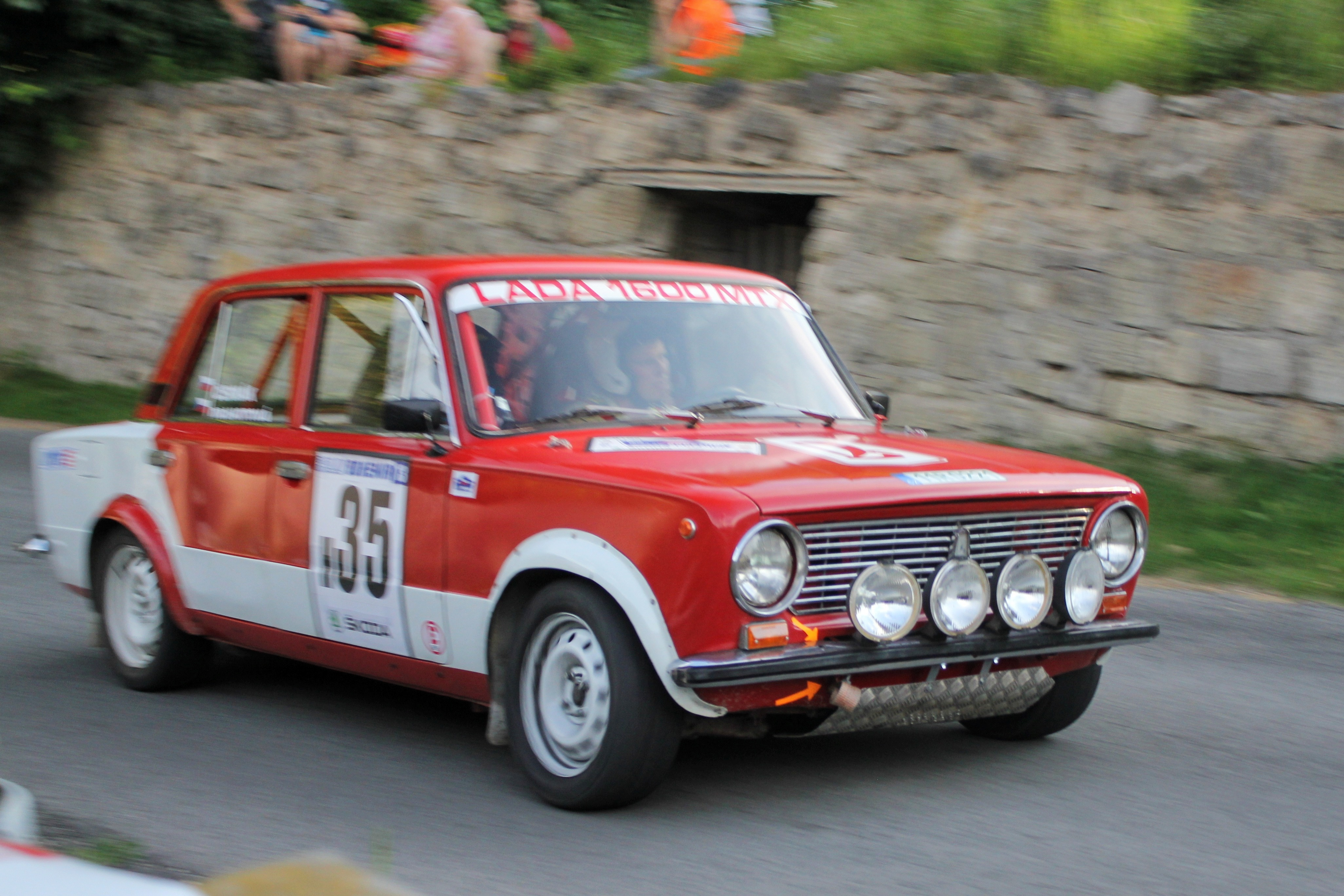
Lada 1600 MTX Rallye

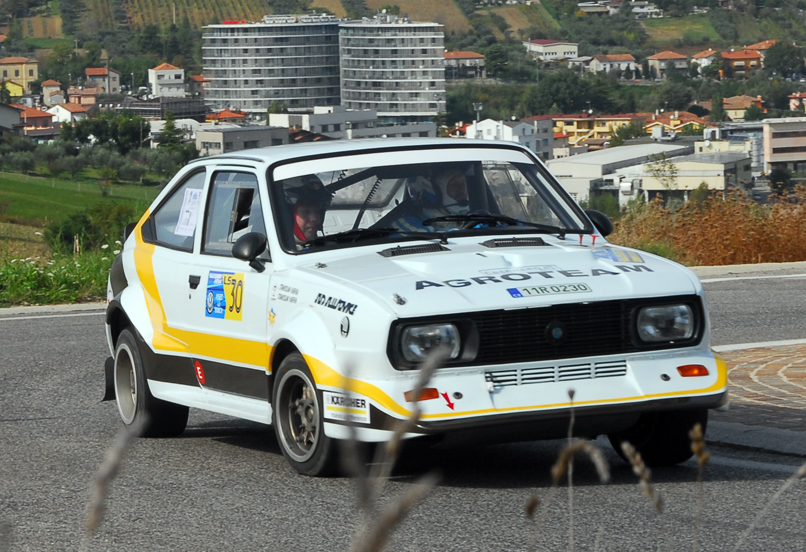
Škoda MTX 160 RS (MTX 6-03)

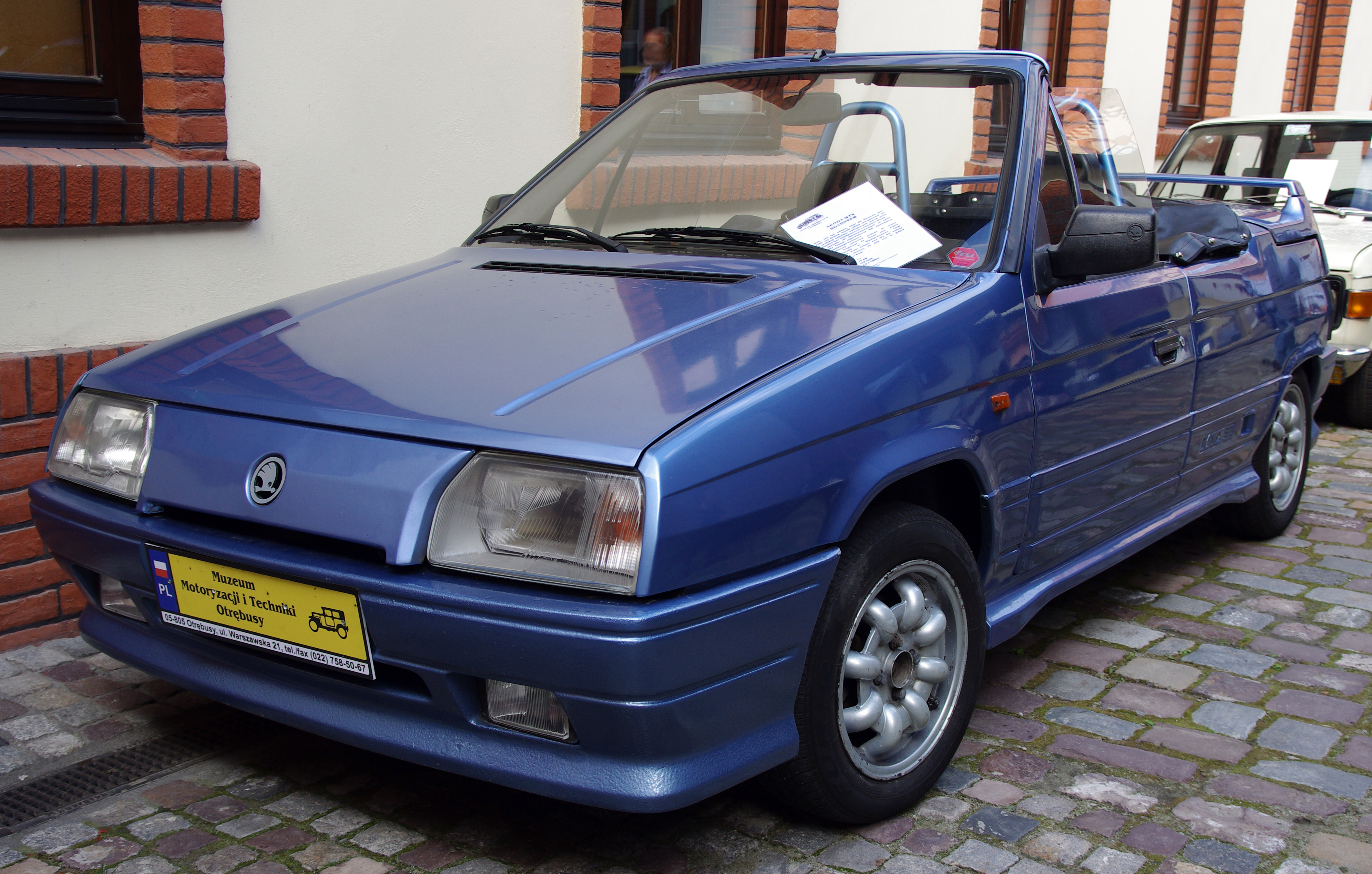
MTX Roadster (MTX 7-06)

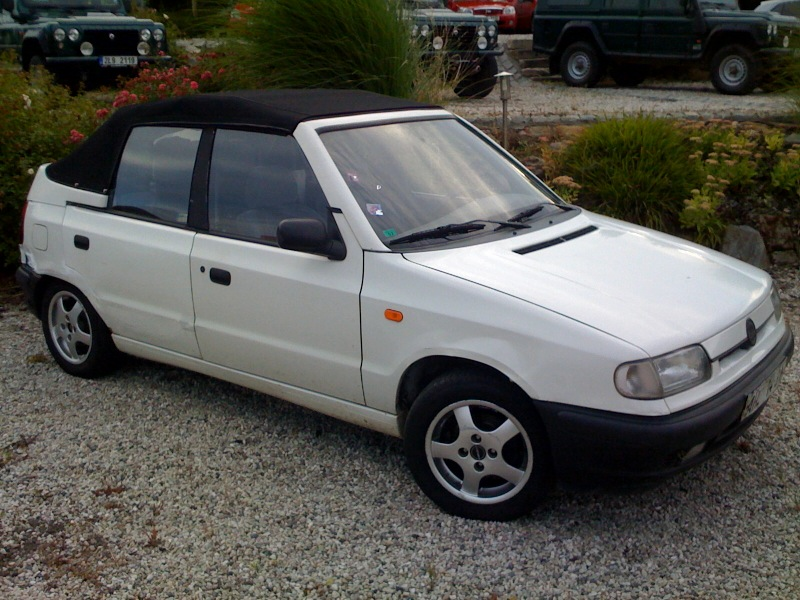
Škoda Felicia MTX Cabrio
(MTX 7-16)

- MTX 1-01 formule Škoda (1970–1984, vyrobeno 35 vozů)
- MTX 1-02 formule Easter (1972–1975, vyrobeno 25 vozů)
- MTX 1-03 formule Easter, (1975–1981, vyrobeno 53 vozů)
- MTX 1-04 formule Easter (1978, vyroben 1 vůz)
- MTX 1-05 formule Škoda (1979–1982, vyrobeno 9 vozů)
- MTX 1-06 formule Easter (1981–1982, vyrobeno 21 vozů)
- MTX 1-06 B formule Mondial (1983–1988, vyrobeno 18 vozů)
- MTX 1-07 formule Škoda (1983, vyroben 1 vůz)
- MTX 1-08 formule Mondial (1989, pouze model 1:5)
- MTX 1-09 formule Ford (1989–1990, vyrobeny 2 vozy)
- MTX 1-10 formule Škoda (1989–1990, vyrobeny 3 vozy)

## Dvousedadlové závodní vozy
- MTX 2-01 Spider B5 (1972, vyrobeny 3 vozy)
- MTX 2-03 Spider B6 (1977–1979, vyrobeno 10 vozů)
- MTX 2-05 MTX Tatra V8 (1991–1993, vyrobeny 3 vozy a 1 stavebnice)

## Silniční závodní motocykly
- MTX 3-01 okruhy 125 cm³ motocykl ČZ, 1978–1980, vyrobeno 25 kusů
- MTX 3-02 (3-01A) okruhy 125 cm³ motocykl ČZ, 1980–1981, vyrobeno 12 kusů
- MTX 3-03 okruhy 125 cm³ motocykl ČZ, 1982–1988, vyrobeno 45 kusů
- MTX 3-04 okruhy 250 cm³ motocykl ČZ, 1986–1988, vyrobeno 45 kusů

## Terénní motocykly
- MTX 4-01 (MTX ČZ 125 Enduro), 1985–1987, upraveno 130 kusů

## Terénní automobily
- MTX 2-01 (MTX Škoda Buggy) autocross, 1970, vyroben 1 vůz
- MTX 2-02 autocross, 1973, vyroben 1 vůz
- MTX 2-04 autocross, 1988
- MTX 1-13 autocross, vyroben 1 vůz
- MTX Beach Buggy autocross, 1995–2002, vyrobeno okolo 100 vozů

## Cestovní závodní vozy
- Škoda 1000 MB MTX závody A2 nebo B5, 1969, vyrobeny 2 vozy
- VAZ 2101 MTX Racing závody A2, 1972–1974, vyrobeny 3 vozy
- VAZ 2103 MTX Racing závody A2, 1975, vyrobeny 2 vozy
- VAZ 21011 MTX AP okruhy A-pohár 1300, 1979–1984, vyrobeno 28 vozů
- MTX 5-01 (Lada 2105 MTX Racing A) okruhy a vrchy A-1300, 1985, vyrobeno 20 vozů
- MTX 5-02 (Škoda 130 L MTX Racing A) okruhy a vrchy A-1300, 1985, vyrobeno 15 vozů
- MTX 5-03 (Škoda 130 L MTX Racing A) okruhová škola Most, vyrobeno 7 vozů
- MTX 5-04 (Lada VFTS MTX Racing B) okruhy a vrchy B-1600, 1984
- MTX 5-05 (Lada Samara MTX Racing A) okruhy a vrchy A-1300, 1989
- MTX 5-06 (Škoda Favorit MTX Racing A/H) okruhy a vrchy A-1300, 1989

## Soutěžní vozy
- VAZ 2101 MTX Rallye soutěže A2-1300, 1974–1975, vyrobeno 10 vozů
- VAZ 2103 MTX Rallye soutěže A2-1600, 1975–1977, vyrobeno 18 vozů
- Lada 1600 MTX Rallye soutěže A2-1600, 1977–1982, vyrobeno 80 vozů
- Lada MTX Rallye A5 soutěže A5-2000, 1976, vyrobeny 3 kusy
- MTX 6-01 (Škoda 120 LS MTX Rallye) soutěže Škoda 120, 1982–1985, vyrobeno 110 vozů
- MTX 6-02 (Lada VFTS MTX Rallye) soutěže B-1600, 1983, vyrobeno 24 vozů
- MTX 6-03 (MTX 160 RS) soutěže B-1600, roku 1984 vyrobeny 3 vozy na bázi Škoda Garde s motorem Lada 1600
- MTX 6-04 (Lada 2105 MTX Rallye) soutěže A-1300, 1984, vyrobeno 30 vozů
- MTX 6-05 (Škoda 130 L MTX Rallye) soutěže A-1300, 1985, vyrobeno 130 vozů
- MTX 6-06 (Škoda 130 LR MTX Rallye) soutěže B-1300, 1985, vyrobeno 20 vozů
- MTX 6-07 (Škoda 130 L MTX Rallye) soutěže A-1300 „kit“
- MTX 6-09 (Škoda Favorit MTX Rallye) soutěže A-1300
- MTX 6-10 (Moskvič Aleko 2141 MTX Rallye) soutěže A-1600

## Speciální automobily
- MTX 160 RZP-T dva upravené Žiguli 1200 pro rychlou pomoc, 1977–1978
- UAZ 469 MTX upravený UAZ-469 určený na přehlídky, 1980
- Volha M 24/02 nehodový vůz
- Škoda 130 MTX-JP upravený vůz určený pro jízdu přátelství, 1985
- MTX 7-01 (Avia A20F) vůz pro měření hluku
- MTX 7-02 (Avia A30) kabelový vůz
- MTX 7-03 (Škoda 1203 MV) nehodový vůz
- MTX 7-04 (Škoda 130 SP-MTX) silniční technická pomoc, upraveno 20 vozů
- MTX 7-05 (Škoda Rapid MTX Cabrio) cestovní kabriolet
- MTX 7-06 (MTX Roadster) cestovní roadster, 1991–1996 na bázi Favoritu 136 vyrobeno okolo 200 vozů
- MTX 7-07 (Buggy Racer) dětská buggy
- MTX 7-08 (ALFA) elektromobil
- MTX 7-09 (Verold Baghira) terénní roadster
- MTX 7-10 (Desta MTX) užitkový automobil
- MTX 7-11 (Peugeot MTX Ambulance) sanitní vůz
- MTX 7-12 (VW MTX Ambulance 2,4D) sanitní vůz
- MTX 7-16 (Škoda Felicia MTX Cabrio) cestovní kabriolet, 1997–2000 vyrobeno okolo 30 vozů

## Speciální výrobky
- Výškové věže MTX (pro potřeby zabezpečení spojů)
- Caravan MTX 400 karavan, 1978, vyrobeno 8 kusů
- MTX 8-01 (MTX 450) podvozek pro karavan, 1980–1981, vyrobeno 60 kusů
- MTX 8-02 (KB-1) kyvadlová brzda, 1980–1984, vyrobeno 1500 kusů
- MTX 8-03 (ROA III-Lada) ruční řízení automobilu pro invalidy, 1986, 1 kus
- MTX 8-03 (ROA III-Škoda) ruční řízení automobilu pro invalidy, 1987, 1 kus
- MTX 8-13 lázeňský vyhlídkový vozík, 1985–1986, vyrobeno 10 kusů
- MTX 8-20 podvozek nákladního přívěsu
- MTX 8-22 nebrzděný nákladní jednonápravový přívěs
- MTX 8-23 brzděný nákladní jednonápravový přívěs
- MTX 8-25 brzděný nákladní dvounápravový přívěs